# Jerry Goldsmith
Jerrald King „Jerry“ Goldsmith  (10. února 1929 Los Angeles, Kalifornie – 21. července 2004 Beverly Hills, Kalifornie) byl americký hudební skladatel a dirigent. Je označován za jednoho z nejvýznamnějších, nejplodnějších a stylově nejzajímavějších skladatelů filmové hudby v USA. Výrazně zasáhl do vývoje experimentální hudby a zasloužil se o její využití a prosazení i v komerčních filmech – Planeta opic, Čínská čtvrť, Rambo: První krev, Poltergeist, Gremlins, Vetřelec, Total Recall, Základní instinkt, L. A. – Přísně tajné, Mumie. Šestnáctkrát byl nominován na Oscara, přičemž jednoho získal (za film Přichází Satan!). K významným filmům, kde nechybí jeho hudba, patří též Freud: Tajná vášeň, Tora! Tora! Tora!, Generál Patton nebo Motýlek. Napsal hudbu k téměř 200 filmům.
Významná je také jeho spolupráce na televizních projektech a seriálech. Složil hudbu pro pět filmů ze sci-fi série Star Trek: Star Trek: Film (1979), Star Trek V: Nejzazší hranice (1989), Star Trek: První kontakt (1996, společně se svým synem Joelem), Star Trek: Vzpoura (1998) a Star Trek: Nemesis (2002). Dále vytvořil znělku pro seriál Star Trek: Vesmírná loď Voyager (1995–2001) a jeho hlavní motiv z prvního startrekovského snímku byl po přearanžování Dennisem McCarthym použit jako znělka v seriálu Star Trek: Nová generace (1987–1994). Krom Star Treku napsal hudbu k seriálům The Twilight Zone či Perry Mason. Získal pět televizních cen Emmy.
Filmovou hudbu jej na University of Southern California učil držitel Oscara Miklós Rózsa.

## Skladatelská filmografie

### Filmy
| Rok  | Název                                        |
| ---- | -------------------------------------------- |
| 1953 | The Clay of Kings (TV film)                  |
| 1956 | The Wanderer (TV film)                       |
| 1957 | Black Patch                                  |
| 1958 | The Sergeant and the Lady (TV film)          |
| 1959 | City of Fear                                 |
| 1959 | Face of a Fugitive                           |
| 1960 | The Gambler, the Nun and the Radio (TV film) |
| 1960 | Studs Lonigan                                |
| 1961 | Man on the Beach (TV film)                   |
| 1962 | The Crimebusters                             |
| 1962 | Stateční jsou osamělí                        |
| 1962 | The Spiral Road                              |
| 1962 | Freud: Tajná vášeň                           |
| 1962 | The Expendables (TV film)                    |
| 1963 | Seznam Adriana Messengera                    |
| 1963 | The Stripper                                 |
| 1963 | Srocení orlů                                 |
| 1963 | Polní lilie                                  |
| 1963 | Take Her, She's Mine                         |
| 1963 | The Prize                                    |
| 1964 | Sedm květnových dní                          |
| 1964 | Shock Treatment                              |
| 1964 | Fate Is the Hunter                           |
| 1964 | Rio Conchos                                  |
| 1964 | To Trap a Spy                                |
| 1965 | Ďábelský bacil                               |
| 1965 | Po zlém                                      |
| 1965 | Von Ryanův Expres                            |
| 1965 | Morituri                                     |
| 1965 | A Patch of Blue                              |
| 1966 | Náš muž Flint                                |
| 1966 | The Trouble with Angels                      |
| 1966 | Dostavník                                    |
| 1966 | Znovuzrození                                 |
| 1966 | Modrý Max                                    |
| 1966 | Strážní loď Sand Pebbles                     |
| 1967 | Warning Shot                                 |
| 1967 | Náš muž Flint 2: Flint opět v akci           |
| 1967 | Švindlíř                                     |
| 1967 | Hodina pušek                                 |
| 1968 | Sebastian                                    |
| 1968 | Planeta opic                                 |
| 1968 | Detektiv                                     |
| 1968 | Bandolero!                                   |
| 1969 | The Illustrated Man                          |
| 1969 | 100 pušek                                    |
| 1969 | Předseda                                     |
| 1969 | Justine                                      |
| 1970 | Generál Patton                               |
| 1970 | Balada o Cable Hogueovi                      |
| 1970 | Prudence and the Chief (TV film)             |
| 1970 | The Brotherhood of the Bell (TV film)        |
| 1970 | Tora! Tora! Tora!                            |
| 1970 | The Traveling Executioner                    |
| 1970 | Rio Lobo                                     |
| 1971 | A Step Out of Line (TV film)                 |
| 1971 | Koncert pro Satana                           |
| 1971 | Útěk z Planety opic                          |
| 1971 | Divocí tuláci                                |
| 1971 | The Last Run                                 |
| 1971 | Do Not Fold, Spindle or Mutilate (TV film)   |
| 1971 | Crosscurrent (TV film)                       |
| 1971 | The Homecoming: A Christmas Story (TV film)  |
| 1972 | Lights Out (TV film)                         |
| 1972 | Crawlspace (TV film)                         |
| 1972 | Ten druhý                                    |
| 1972 | The Man                                      |
| 1972 | Pursuit (TV film)                            |
| 1973 | Shamus                                       |
| 1973 | Ryzáček (TV film)                            |
| 1973 | Ace Eli and Rodger of the Skies              |
| 1973 | The Going Up of David Lev (TV film)          |
| 1973 | One Little Indian                            |
| 1973 | Šéf je mrtvý                                 |
| 1973 | Motýlek                                      |
| 1974 | Indict and Convict (TV film)                 |
| 1974 | A Tree Grows in Brooklyn (TV film)           |
| 1974 | Winter Kill (TV film)                        |
| 1974 | Čínská čtvrť                                 |
| 1974 | S*P*Y*S                                      |
| 1974 | The Best of Times (TV film)                  |
| 1975 | Útěk z vězení                                |
| 1975 | Výkupné                                      |
| 1975 | The Reincarnation of Peter Proud             |
| 1975 | Vítr a lev                                   |
| 1975 | A Girl Named Sooner (TV film)                |
| 1975 | Medical Story (TV film)                      |
| 1975 | Cesta do Sonory                              |
| 1975 | Babe (TV film)                               |
| 1975 | Breakheartský průsmyk                        |
| 1976 | The Hemingway Play (TV film)                 |
| 1976 | Poslední ostří hoši                          |
| 1976 | Loganův útěk                                 |
| 1976 | Přichází Satan!                              |
| 1976 | High Velocity                                |
| 1976 | Přejezd Kassandra                            |
| 1977 | Ultimátum                                    |
| 1977 | Ostrovy uprostřed proudu                     |
| 1977 | Generál MacArthur                            |
| 1977 | Alej zatracení                               |
| 1977 | Contract on Cherry Street (TV film)          |
| 1977 | Kozoroh 1                                    |
| 1978 | V kómatu                                     |
| 1978 | Damien                                       |
| 1978 | Roj                                          |
| 1978 | Hoši z Brazílie                              |
| 1978 | Kouzlo                                       |
| 1978 | První velká vlaková loupež                   |
| 1979 | Vetřelec                                     |
| 1979 | Players                                      |
| 1979 | Star Trek: Film                              |
| 1980 | Bílý mys                                     |
| 1981 | Omen 3: Poslední střetnutí                   |
| 1981 | Inchon                                       |
| 1981 | Outland                                      |
| 1981 | Nebezpečný muž                               |
| 1981 | Salamandr                                    |
| 1982 | Noční přechod                                |
| 1982 | Poltergeist                                  |
| 1982 | Tajemství N.I.M.H.                           |
| 1982 | Vyzvání k souboji                            |
| 1982 | Rambo: První krev                            |
| 1983 | Psycho II                                    |
| 1983 | Zóna soumraku                                |
| 1983 | Dusty (TV film)                              |
| 1983 | Pod palbou                                   |
| 1984 | Průvodce osamělého muže                      |
| 1984 | Gremlins                                     |
| 1984 | Superdívka                                   |
| 1984 | Útěk robotů                                  |
| 1985 | Africká legenda                              |
| 1985 | Rambo II                                     |
| 1985 | Badatelé                                     |
| 1985 | Legenda                                      |
| 1985 | Doly krále Šalamouna                         |
| 1986 | Link                                         |
| 1986 | Poltergeist II                               |
| 1986 | Hráči z Indiany                              |
| 1987 | Extrémní předsudek                           |
| 1987 | Vnitřní vesmír                               |
| 1987 | Lionheart                                    |
| 1987 | Najatý policajt                              |
| 1988 | Rambo III                                    |
| 1988 | Trestní zákon                                |
| 1989 | Lidé z předměstí                             |
| 1989 | Leviathan                                    |
| 1989 | Warlock                                      |
| 1989 | Star Trek V: Nejzazší hranice                |
| 1990 | Total Recall                                 |
| 1990 | Gremlins 2                                   |
| 1990 | Ruský dům                                    |
| 1991 | Bez dcerky neodejdu                          |
| 1991 | Noci s nepřítelem                            |
| 1992 | Šaman                                        |
| 1992 | Základní instinkt                            |
| 1992 | Máma a táta zachrání svět                    |
| 1992 | Mr. Baseball                                 |
| 1992 | Navždy mladý                                 |
| 1992 | Pole lásky                                   |
| 1992 | The Bogie Man (TV film)                      |
| 1993 | Matiné                                       |
| 1993 | Záhadné zmizení                              |
| 1993 | Dennis – postrach okolí                      |
| 1993 | Bourák                                       |
| 1993 | V moci posedlosti                            |
| 1993 | Šest stupňů odloučení                        |
| 1994 | Angie                                        |
| 1994 | Pistolnice                                   |
| 1994 | Muž stínu                                    |
| 1994 | Divoká řeka                                  |
| 1994 | I.Q.                                         |
| 1995 | Kongo                                        |
| 1995 | První rytíř                                  |
| 1995 | Bělásek                                      |
| 1996 | Vyšší zájem                                  |
| 1996 | Boeing 747 v ohrožení                        |
| 1996 | Řetězová reakce                              |
| 1996 | Lovci lvů                                    |
| 1996 | Star Trek: První kontakt                     |
| 1997 | Divoká stvoření                              |
| 1997 | L. A. – Přísně tajné                         |
| 1997 | Air Force One                                |
| 1997 | Na ostří nože                                |
| 1998 | Chobotnice                                   |
| 1998 | Šerifové                                     |
| 1998 | Legenda o Mulan                              |
| 1998 | Malí válečníci                               |
| 1998 | Star Trek: Vzpoura                           |
| 1999 | Mumie                                        |
| 1999 | Vikingové                                    |
| 1999 | Zámek hrůzy                                  |
| 2000 | Muž bez stínu                                |
| 2001 | Jako pavouk                                  |
| 2001 | Poslední pevnost                             |
| 2002 | Nejhorší obavy                               |
| 2002 | Star Trek: Nemesis                           |
| 2003 | Looney Tunes: Zpět v akci                    |

### Televizní seriály
| Rok       | Název                                    |
| --------- | ---------------------------------------- |
| 1954–1958 | Climax!                                  |
| 1954–1959 | The Lineup                               |
| 1958      | Studio One                               |
| 1959      | Peck's Bad Girl                          |
| 1959      | For Better or Worse                      |
| 1959      | Perry Mason                              |
| 1959      | Black Saddle (znělka)                    |
| 1959–1960 | Playhouse 90                             |
| 1959–1962 | General Electric Theater                 |
| 1960      | Full Circle                              |
| 1960      | Pete and Gladys                          |
| 1960      | Have Gun – Will Travel                   |
| 1960–1962 | Thriller                                 |
| 1960–1964 | The Twilight Zone                        |
| 1960–1966 | Gunsmoke                                 |
| 1961      | Rawhide                                  |
| 1961–1962 | Cain's Hundred                           |
| 1961–1962 | Wagon Train                              |
| 1961–1965 | Dr. Kildare                              |
| 1962      | Alcoa Premiere                           |
| 1962      | 87th Precinct                            |
| 1963      | Kraft Mystery Theater                    |
| 1963      | Ben Casey                                |
| 1963      | Bob Hope Presents the Chrysler Theatre   |
| 1964      | Breaking Point                           |
| 1964      | Destry                                   |
| 1964–1967 | The Man from U.N.C.L.E.                  |
| 1965      | The Legend of Jesse James                |
| 1965      | Voyage to the Bottom of the Sea          |
| 1965      | The Loner                                |
| 1966      | Jericho                                  |
| 1966      | The Girl from U.N.C.L.E. (znělka)        |
| 1968      | CBS Playhouse                            |
| 1969      | Room 222                                 |
| 1970      | Bracken's World                          |
| 1971–1973 | The Waltons                              |
| 1972      | Anna and the King                        |
| 1973      | Barnaby Jones                            |
| 1973      | Hawkins                                  |
| 1973–1974 | Kriminální oddělení                      |
| 1974      | QB VII                                   |
| 1975      | Adams of Eagle Lake                      |
| 1975      | Archer                                   |
| 1975      | Medical Story                            |
| 1981      | Masada                                   |
| 1986      | Neuvěřitelné příběhy                     |
| 1987      | Star Trek: Nová generace (znělka)        |
| 1990      | H.E.L.P.                                 |
| 1995      | Star Trek: Vesmírná loď Voyager (znělka) |